# Скотт, Джексон Роберт
Дже́ксон Ро́берт Скотт (англ. Jackson Robert Scott; родился 18 сентября 2008) — американский актёр. Наиболее известен по роли Джорджи Денбро в фильмах «Оно» и «Оно 2» и Боди Лока в сериале «Лок и ключ».

## Карьера
Первой ролью Скотта стал Коул Васкес в американском сериале «Мыслить как преступник». Он появился в четвёртом эпизоде 11 сезона. Эпизод вышел 21 октября 2015 года.
В 2016 году снялся в фильме «Оно», экранизации одноимённого романа Стивена Кинга, сыграв в роли Джорджи Денбро. Он посетил премьеру фильма, которая прошла в кинотеатре «Китайский театр TCL». Два года спустя состоялась премьера продолжения, «Оно 2», где Скотт вновь сыграл роль Джорджи Денбро.
В 2018 году снялся в короткометражном фильме «Кожа» режиссёра Гая Наттива, который получил премию «Оскар» за лучший игровой короткометражный фильм на 91-й церемонии в 2019 году.
В 2019 году Скотт снялся в фильме «Омен: Перерождение» (в оригинале — The Prodigy) режиссёра Николаса Маккарти.
Энди Мускетти, работавший со Скоттом в фильме «Оно», пригласил его на одну из главных ролей в сериале «Лок и ключ». Скотт сыграл Боди Локка, младшего ребёнка в семействе. После съёмки пилотной серии Hulu решил не заказывать сериал, однако затем компания Netflix приобрела права на экранизацию, сохранив из прежнего актёрского состава только Джексона Роберта Скотта. Первый сезон сериала вышел на Netflix 7 февраля 2020 года. В интервью, которое Скотт дал в марте 2020 года, он признался, что Боди Локк стал его любимым персонажем из сыгранных на тот момент, так как у него «много общего» с его персонажем, в частности, они оба «любят бекон» и оба «весёлые».

## Фильмография

### Фильмы
| Год  | Название           | Роль               | Примечания                                              |
| ---- | ------------------ | ------------------ | ------------------------------------------------------- |
| 2017 | Оно                | Джорджи Денбро     |                                                         |
| 2018 | Кожа               | Трой               | Премия «Оскар» за лучший игровой короткометражный фильм |
| 2019 | Омен: Перерождение | Майлз Блум         |                                                         |
| 2019 | Оно 2              | Джорджи Денбро     |                                                         |
| 2020 | Gossamer Folds     | Тейт Милликин      |                                                         |
| 2020 | Rising             | Люк                |                                                         |
| 2023 | Революция Иисуса   | Грег Лори в юности |                                                         |

### Телесериалы
| Год       | Название                  | Роль                | Примечания                 |
| --------- | ------------------------- | ------------------- | -------------------------- |
| 2015      | Мыслить как преступник    | Коул Васкес         | Эпизод 4.11                |
| 2017      | Бойтесь ходячих мертвецов | Трой Отто в детстве | Эпизод 3.3                 |
| 2020—2022 | Лок и ключ                | Боди Локк           | Главная роль (28 эпизодов) |
| 2021      | Ванда/Вижн                | Билли Референс      | 4 эпизода                  |

## Личная жизнь
Скотт родился и вырос в Финиксе, штат Аризона. В школе изучал севернокитайский язык. Является бойскаутом.